# Pieve di San Pietro (Vergato)
La pieve di San Pietro, anche nota semplicemente come chiesa di San Pietro, è la parrocchiale e principale luogo di culto di Pieve di Roffeno, frazione di Vergato nella città metropolitana di Bologna. Appartiene al vicariato dell'Alta Valle del Reno dell'arcidiocesi di Bologna e la sua storia inizia nel XII secolo.

## Storia

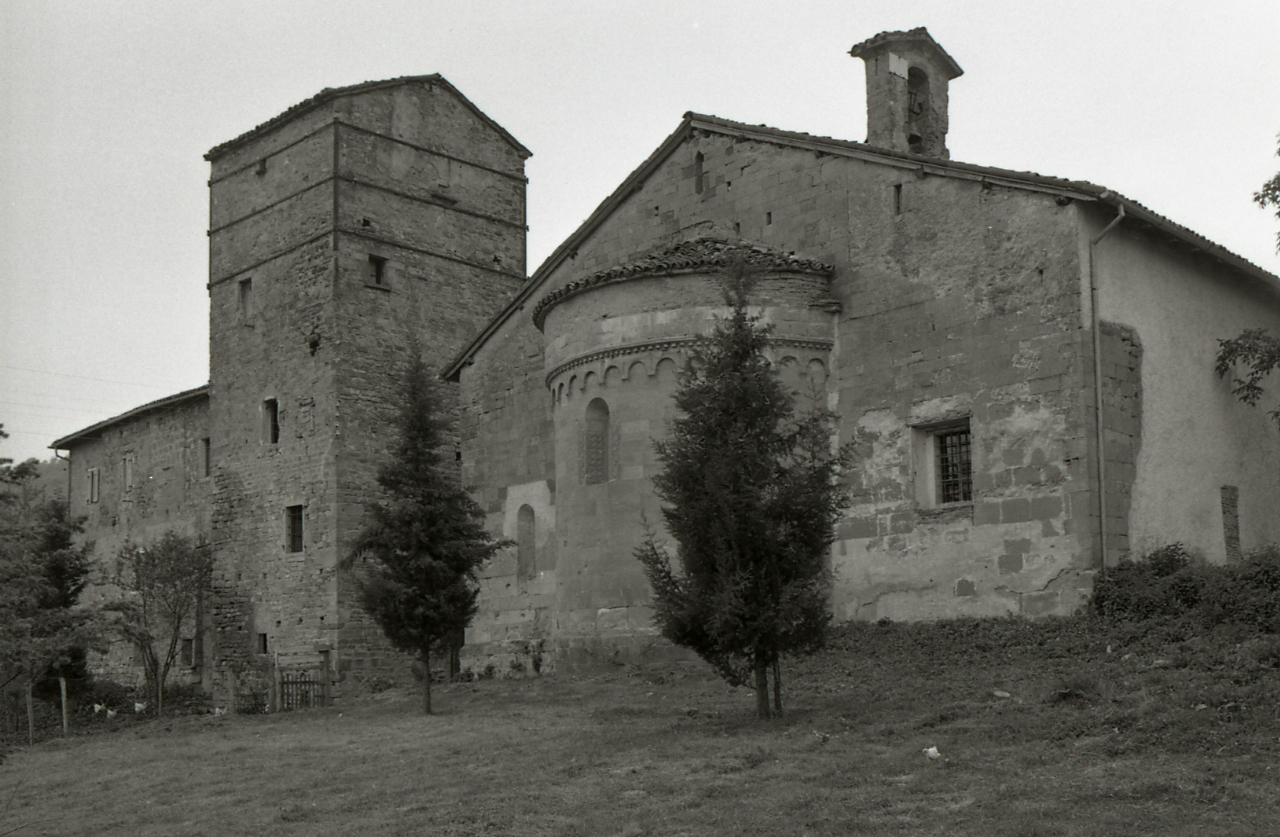
La pieve in un servizio fotografico di Paolo Monti del 1970

Non è certo il periodo durante il quale fu eretto il primo luogo di culto a Pieve di Roffeno, probabilmente già attorno al VII secolo. La pieve sembra tuttavia essere stata edificata attorno al 1155.
Fu papa Lucio III ad elevarla a dignità pievana nel 1183. Circa due secoli più tardi gran parte della primitiva struttura romanica crollò, con la sola eccezione della parte absidale e fu necessario, nel XV secolo, procedere con la sua quasi completa ricostruzione. All'inizio del XVII secolo un incendio danneggiò l'edificio da poco sistemato e fu necessaria una nuova opera di ricostruzione che riguardò in particolare le navate laterali. Dell'edificio originario del XII rimase a quel momento il solo prospetto principale che tuttavia venne anch'esso rimaneggiato e trasformato in modo che la parte centrale non fosse più elevata delle laterali, e da quel momento assunse l'aspetto di facciata a capanna bassa a due spioventi.
Nella seconda metà del XIX secolo l'antica parte presbiteriale, che mostrava ancora travature in legno, fu rifinita con una volta in muratura che successivamente venne arricchita di decorazioni realizzare da Giovanni Battista Baldi. Nello stesso periodo venne realizzata la nuova pavimentazione a veneziana. L'antica torre campanaria fu demolita nel 1910 e poco dopo la fine della prima guerra mondiale fu restaurata l'abside.
Altri cicli di restauro sono stati realizzati negli anni sessanta del XX secolo e verso la fine del primi decennio del XXI. Furono ripristinate le coperture interne cinquecentesche e fu restaurata la pavimentazione della sala. Anche gli affreschi vennero riportati alla loro condizione originale e l'importante acquasantiera romanica venne riparata.

## Descrizione

### Esterno
La facciata della pieve, una delle più antiche e storiche della provincia, è in pietra a vista, semplice ed austera, preceduta dal sagrato asimmetrico semicircolare. Il portale di accesso architravato è in una cornice lapidea e sopra vi è ricavata la nicchia con la statua che raffigura San Pietro. Al centro della facciata si apre un piccolo oculo con inferriate. L'abside ha pianta semicircolare e ai suoi lati si aprono due piccole finestre a monofora. Il campanile a vela si alza dalla parte del tetto che copre il presbiterio.

### Interno
La sala è divisa in tre navate ed è leggermente abbassata rispetto al piano esterno. 
Nella sala sono presenti parti affrescate dal bolognese Giovanni Battista Baldi. Dalla controfacciata si accede alla cappella laterale di destra dove è ospitato il fonte battesimale.